# جينا كينغسلي
جينا كينغسلي (بالإنجليزية: Jenna Kingsley)‏ (24 مارس 1992 في أستراليا - ) هي لاعبة كرة قدم أسترالية في مركز الهجوم. شاركت مع منتخب أستراليا تحت 17 سنة لكرة القدم للسيدات. أما مع النوادي، فقد لعبت مع Newcastle Jets FC (W-League) ‏ وCentral Coast Mariners FC (women) ‏ ووسترن سيدني واندررز.

## وصلات خارجية
- جينا كينغسلي على موقع قاعدة بيانات كرة القدم.إي يو (الإنجليزية)